# Benzo(a)pireno
Benzo(a)pireno é um hidrocarboneto aromático policíclico proveniente da combustão incompleta de matéria orgânica. Este composto é mutagênico e altamente cancerígeno. Pode ser encontrado nos gases de exaustão de veículos automotores (especialmente os movidos a diesel), na fumaça do cigarro, da maconha e da madeira, além de alimentos grelhados na brasa.